# 부여 무량사 극락전
부여 무량사 극락전(扶餘 無量寺 極樂殿)은 충청남도 부여군 무량사에 있는 조선 중기의 중층(重層) 불전(佛殿) 건축물이다. 1963년 1월 21일 대한민국의 보물 제356호로 지정되었다.

## 개요
무량사는 신라시대에 범일국사가 창건한 것으로 전해지고 있으나 자세한 연혁은 알 수 없다. 조선 세조 때 김시습이 은둔생활을 하다가 죽은 곳으로 유명하며, 임진왜란 때 병화를 입어 사찰 전체가 불타버린 뒤 조선 인조 때에 중건하였는데, 극락전도 이때 중건되었다. 경내에 들어서면 비교적 평탄하고 넓은 대지에 오층석탑(보물 제185호)을 중심으로 북쪽에 주불전인 극락전이 있고, 동쪽에 명부전, 서쪽에 영산전이 배치되어 있다.
무량사 극락전은 한국에서는 흔치 않은 중층의 불전건축물로, 하층은 정면 5칸에 17.14m, 측면 4칸에 12.23m이며, 상층은 정면 3칸에 12.23m, 측면 2칸에 7.34m의 중층 팔작지붕이다. 외관상으로 보면 중층이나 내부는 상하층의 구분 없이 하나로 통해 있어 웅장한 느낌을 준다. 전면에는 모두 살문을 달았고, 좌우 측면에서는 앞면 한 칸과 뒷면 중앙 칸에 따로 문짝을 달았으나 그 이외는 모두 판벽을 쳤다. 상층의 각 기둥 사이에는 아주 낮은 벽면이 있는데, 원래는 이곳에 채광을 위하여 광창을 설치하였으나 지금은 판벽으로 막아 놓았다. 내부는 바닥에 마루를 깔았고, 사방 주위에 1칸의 외둘레칸을 통하게 하였으며, 안쪽에 3칸×4칸의 평면을 지어 고주(高柱)를 돌려 세웠다.
공포는 아래층이 내외 3출목이고 위층은 내외 4출목으로 출목 수에 변화를 주었다. 공포에서 특징적인 점은 맨 위의 쇠서의 형태가 초화형으로 되어 있다는 점이다. 이러한 장식적인 수법은 후기로 내려올수록 그 경향이 심해졌다. 내부에 있어서도 역시 장식적인 변형이 진행되어 살미첨차가 모두 한장의 장식판처럼 연결되어 소위 운공의 형식을 이루고 있다.
내부 바닥은 우물마루를 깔고, 천장은 격자모양의 우물반자로 하였다. 내부의 내진주 후면 3칸에는 불단을 만들고 삼존불을 안치하였다. 아미타여래좌상을 중심으로 좌우로 관세음보살과 내세지보상이 협시하고 있다.
건물 앞에 오층석탑(보물 제85호)과 석등(보물 제233호)이 한 줄로 서 있다.

## 참고자료
- 부여 무량사 극락전 - 국가유산청 국가유산포털
- 《충청남도문화재대관》, 충청남도역사문화연구원
- 이 문서에는 다음커뮤니케이션(현 카카오)에서 GFDL 또는 CC-SA 라이선스로 배포한 글로벌 세계대백과사전의 내용을 기초로 작성된 글이 포함되어 있습니다.